# جون آي. ميتشيل
جون آي. ميتشيل (بالإنجليزية: John I. Mitchell)‏ (و. 1838 – 1907 م) هو سياسي، ومحامي، وقاضي أمريكي، كان عضوًا في الحزب الجمهوري، توفي عن عمر يناهز 69 عاماً.

## مناصب
تولى منصب عضو مجلس الشيوخ الأمريكي ‏
- عضو مجلس النواب الأمريكي
- عضو مجلس نواب بنسيلفانيا

.